# Erlanger Spur
L'Erlanger Spur (in lingua inglese: Sperone Erlanger) è uno sperone roccioso che si stacca dall'estremità sudoccidentale della Lexington Table, nel Forrestal Range dei Monti Pensacola, in Antartide. 
Lo sperone è stato mappato dall'United States Geological Survey (USGS) sulla base di rilevazioni e foto aeree scattate dalla U.S. Navy nel periodo 1956-66.
La denominazione è stata assegnata dall'Advisory Committee on Antarctic Names (US-ACAN) su suggerimento del geologo Arthur B. Ford dell'USGS, in onore di George L. Erlanger, tecnico elettronico della Geophysical Survey Systems Inc, che aveva collaborato alle rilevazioni nei Monti Pensacola fatte nel 1973-74 dal Cold Regions Research and Engineering Laboratory, nell'ambito dell'United States Antarctic Research Program.